# Richard Easton
John Richard Easton (ur. 22 marca 1933, zm. 2 grudnia 2019) – kanadyjski aktor filmowy, telewizyjny i teatralny.
Zmarł w 2019 roku w wieku 86 lat w wyniku zastoinowej niewydolności serca.

## Wybrana filmografia

### Filmy
| Rok  | Tytuł              | Rola              |
| ---- | ------------------ | ----------------- |
| 1989 | Henryk V           | Karol d’Albret    |
| 1991 | Umrzeć powtórnie   | Ojciec Timothy    |
| 2000 | Szukając Siebie    | Profesor Matthews |
| 2008 | Droga do szczęścia | Howard Givings    |

### Seriale
| Rok  | Tytuł                              | Rola              |
| ---- | ---------------------------------- | ----------------- |
| 1982 | Doktor Who                         | Kapitan Stapley   |
| 1997 | Frasier                            | Mel White         |
| 2004 | Prawo i porządek: sekcja specjalna | Richard Sutton    |
| 2011 | Zakazane imperium                  | Jackson Parkhurst |
| 2011 | Mildred Pierce                     | Charlie Hannen    |

### Role głosowe
| Rok  | Tytuł              | Rola              |
| ---- | ------------------ | ----------------- |
| 2007 | Manhunt 2          | Członek Watchdogs |
| 2013 | Grand Theft Auto V | Nigel             |